# 1a Mostra Internacional de Cinema de Venècia
La 1a Mostra Internacional de Cinema de Venècia es va celebrar entre el 6 i el 31 d'agost de 1932. Dr. Jekyll and Mr. Hyde va ser la primera pel·lícula exhibida al festival. No es va entregar cap premi oficial, ja que els guanyadors foren determinats per un referèndum de l'audiència.

## Pel·lícules en competició
| Títol original                | Director(s)                        | País de producció |
| ----------------------------- | ---------------------------------- | ----------------- |
| Dr. Jekyll and Mr. Hyde       | Rouben Mamoulian                   | Estats Units      |
| The Sin of Madelon Claudet    | Edgar Selwyn                       | Estats Units      |
| Putyovka v zhizn              | Nikolai Ekk                        | Unió Soviètica    |
| Po horách, po dolách          | Karel Plicka                       | Txèquia           |
| Au nom de la loi              | Maurice Tourneur                   | França            |
| Azaïs                         | René Hervil                        | França            |
| David Golder                  | Julien Duvivier                    | França            |
| Hôtel des étudiants           | Viktor Tourjanski                  | França            |
| Das blaue Licht               | Leni Riefenstahl                   | Alemanya          |
| Das Lied einer Nacht          | Anatole Litvak                     | Alemanya          |
| Der Kongreß tanzt             | Erik Charell                       | Alemanya          |
| Zwei Menschen                 | Erich Waschneck                    | Alemanya          |
| The Faithful Heart            | Victor Saville                     | Regne Unit        |
| Bring 'Em Back Alive          | Clyde E. Elliott                   | Estats Units      |
| Broken lullaby                | Ernst Lubitsch                     | Estats Units      |
| Forbidden                     | Frank Capra                        | Estats Units      |
| Frankenstein                  | James Whale                        | Estats Units      |
| Grand Hotel                   | Edmund Goulding                    | Estats Units      |
| Strange Interlude             | Robert Z. Leonard                  | Estats Units      |
| The Champ                     | King Vidor                         | Estats Units      |
| The Crowd Roars               | Howard Hawks                       | Estats Units      |
| The Devil to Pay!             | George Fitzmaurice                 | Estats Units      |
| The Yellow Ticket             | Raoul Walsh                        | Estats Units      |
| Gli Uomini, che mascalzoni... | Mario Camerini                     | Regne d'Itàlia    |
| Due cuori felici              | Baldassarre Negroni                | Regne d'Itàlia    |
| Zemlia                        | Aleksandr Dovjenko                 | Unió Soviètica    |
| Tikhi Don                     | Olga Preobrajénskaia i Ivan Pravov | Unió Soviètica    |
| Bialy slad                    | Adam Krzeptowski                   | Polònia           |

## Premis
- Actor més favorit: Fredric March per Dr. Jekyll and Mr. Hyde
- Actriu més favorita: Helen Hayes per The Sin of Madelon Claudet
- Director més convincent: Nikolai Ekk per Putyovka v zhizn
- Millor perfecció tècnica: Leontine Sagan per Mädchen in Uniform
- Història més original: Rouben Mamoulian per Dr. Jekyll and Mr. Hyde
- Pel·lícula més divertida: René Clair per À nous la liberté
- Pel·lícula més emotiva: Edgar Selwyn per The Sin of Madelon Claudet